# Cleistes uliginosa
Cleistes uliginosa là một loài thực vật có hoa trong họ Lan. Loài này được Pabst mô tả khoa học đầu tiên năm 1967.